# Simón (hermano de Jesús)

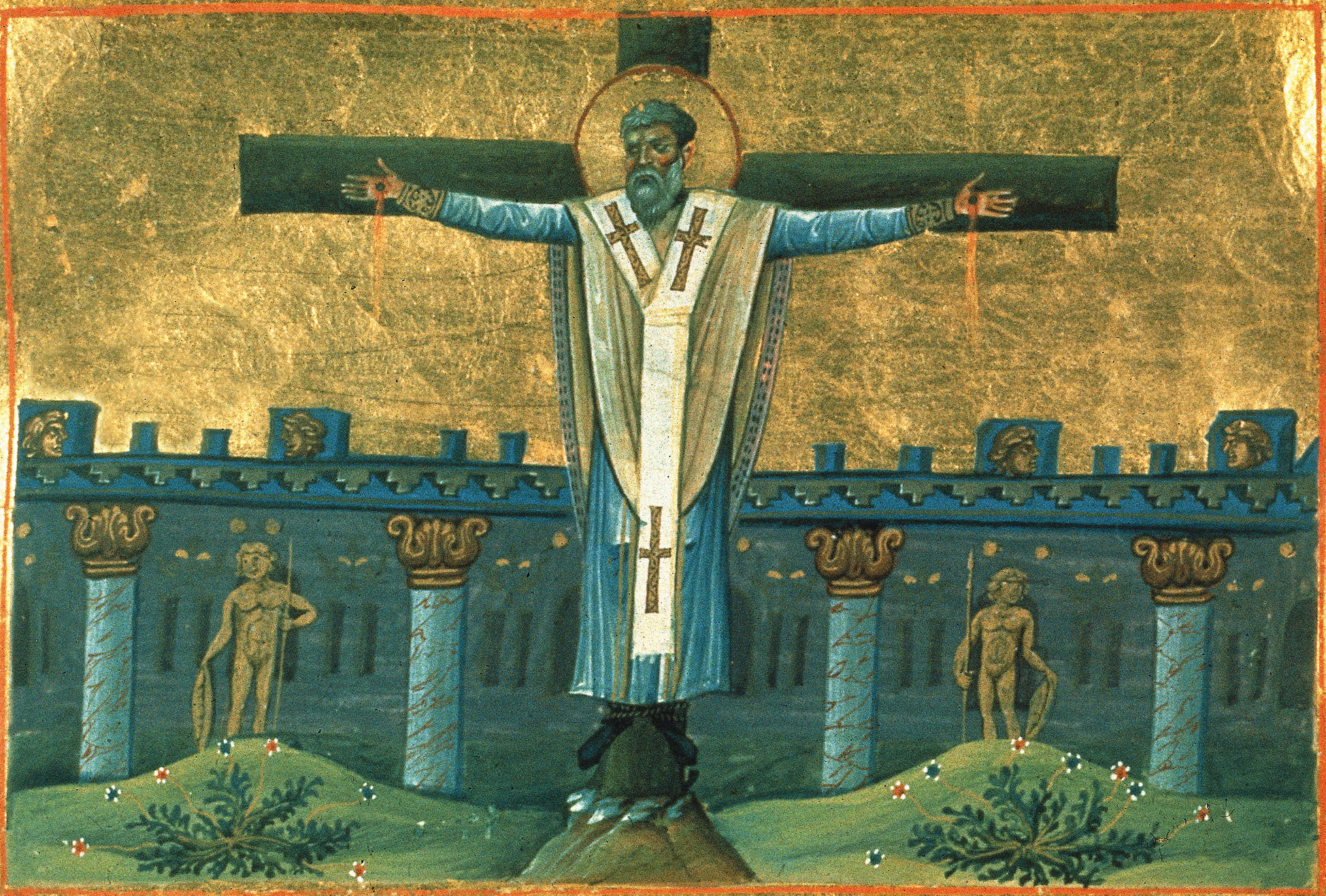
Martirio de San Simeón (Menologio de Basilio II;).

Simón es mencionado en el Nuevo Testamento como uno de los discípulos de Jesús. Se da a entender que el nombre de su madre era María, y sus hermanos eran Jacobo el Justo, José y Judas.
En Mateo 13:55, la gente pregunta acerca de Jesús: «¿No es éste el hijo del carpintero? ¿No se llama su madre María, y sus hermanos, Jacobo, José, Simón y Judas?», mientras que en Marcos 6:3 se preguntan: «¿No es éste el carpintero, hijo de María, hermano de Jacobo, de José, de Judas y de Simón? ¿No están también aquí con nosotros sus hermanas?».

## Interpretaciones históricas
James Tabor, en su polémico libro The Jesus Dynasty [La dinastía de Jesús], sugiere que Simón era el hijo de María y de Cleofás. Asimismo, Robert Eisenman sugiere que era Simón Cefas (Simón la Roca), conocido en griego como Pedro (de petros=roca), quien dirigió la comunidad cristiana judía después de la muerte de Jacobo en el año 62 d. C.

## En el cristianismo

### En el catolicismo
La Iglesia católica, basándose en el dogma de la virginidad perpetua de María, define que los «hermanos de Jesús» no eran sus hermanos biológicos; rechazando la idea de que Simón era un hijo biológico de María y sosteniendo más bien que los llamados desposyni eran o bien hijos de José de un matrimonio anterior o (más comúnmente) primos de Jesús e hijos de María de Cleofás. La Enciclopedia Católica sostiene que Simón es la misma persona que Simón el Zelote, uno de los doce apóstoles de Jesús.
En su Historia de la Iglesia, el historiador Eusebio de Cesarea citó a Hegesipo de Jerusalén sobre un tal «Simeón, hijo de Cleofás»:
Después del martirio de Santiago [...] los apóstoles y discípulos del Señor que aún sobrevivían se reunieron de todos lados y junto con los parientes de nuestro Señor según la carne (que en su mayor parte todavía estaban vivos) deliberaron, todos en común, sobre a quién juzgaban digno de ser el sucesor de Santiago; y, lo que es más, por unanimidad eligieron a Simeón, hijo de Cleofás (quien también es mencionado en el libro de los Evangelios) como digno del trono de la comunidad en ese lugar. Era primo, al menos así se dice, del Salvador; porque de hecho Hegesipo relata que Cleofás era hermano de José [...] Y después que Santiago el Justo había sufrido el martirio, como también el Señor, por la misma razón [...] el hijo de su tío, Simeón, hijo de Cleofás, fue nombrado obispo [de Jerusalén]; a quien todos presentaron, siendo primo del Señor, como segundo [obispo] [...].
La Enciclopedia Católica afirma que a este Simeón de Jerusalén también se le tiene que identificar con su homónimo Simón, sosteniendo que la palabra «hermano» en la Biblia puede utilizarse para denotar relaciones de parentesco más amplias aparte de la de hijos de los mismos padres.

### En la ortodoxia
En el cristianismo ortodoxo u oriental, conformado por la Iglesia Ortodoxa y las Iglesias ortodoxas orientales, se comparte con los católicos la creencia en la virginidad perpetua de María. Al igual que ellos, dichas iglesias sostienen que Simón y los llamados «hermanos de Jesús» eran o bien primos o bien hermanastros (hijos de José de un matrimonio anterior); no obstante, en su caso la posición más común es el sostener la segunda de entre ambas.

### En el protestantismo
Martín Lutero consideraba que Jesús no tuvo hermanos biológicos, y que tanto Simón y los demás «hermanos de Jesús» eran hijos de otra María.
Cristo [...] fue el único Hijo de María, y la Virgen María no tuvo otros hijos aparte de Él [...] Me inclino a aceptar a quienes declaran que los «hermanos» realmente significan «primos» aquí, ya que el escritor sagrado y los judíos en general siempre llamaban hermanos a los primos.
En la mayoría de las denominaciones protestantes de origen norteamericano, la creencia común es que Simón y los otros «hermanos de Jesús» eran hijos carnales de José y María.